# Macrostomus grallatrix
Macrostomus grallatrix är en tvåvingeart som beskrevs av Mario Bezzi 1909. Macrostomus grallatrix ingår i släktet Macrostomus och familjen dansflugor. Inga underarter finns listade i Catalogue of Life.